# Мендельсон, Бен
Пол Бенджамин «Бен» Мендельсон (англ. Paul Benjamin «Ben» Mendelsohn; род. 3 апреля 1969, Мельбурн, Виктория, Австралия) — австралийский актёр. Наибольшую известность приобрёл ролями в фильмах: «По волчьим законам», «Ограбление казино», «Место под соснами», «Тёмный рыцарь: Возрождение легенды» и «Капитан Марвел». За роль в телесериале «Родословная» выдвигался на соискание нескольких престижных наград, включая «Золотой глобус». В 2016 году стал лауреатом премии «Эмми».

## Биография
Мендельсон родился в Мельбурне, штат Виктория, в семье Кэрол Энн (урождённая Фергюсон) и Фредерика Артура Оскара Мендельсона. Его отец был известным медицинским исследователем, возглавлявшим мельбурнский институт Нейробиологии и психического здоровья. В детстве, Бен и два его брата — Том и Давид — вместе с матерью, которая работала медсестрой, в течение длительного периода времени жили в Европе и США, они вернулись в Мельбурн когда Бен достиг возраста средней школы. Мальчик поступил в учебное заведение — Eltham High & Banyule. Он выбрал драматическое искусство в качестве основного предмета, так как считал это лёгким вариантом для диплома.
В 2009 году Мендельсон принял участие в телепередаче «Who Do You Think You Are?». Он исследовал родословную своего деда по отцовской линии, который был из еврейской семьи. Пытаясь найти общие корни с композитором Феликсом Мендельсоном, что в итоге не подтвердилось, он обнаружил отсылки к своей родне, которая проживала в XIX веке на территории Пруссии. Его предки были одними из первых прусских евреев, натурализованных в Шнайдемюле — провинции Позен, ныне Пиле в современной Польше. Также имеет греческие, немецкие и британские корни.
После нескольких небольших ролей в телевизионных проектах Мендельсон привлёк к себе внимание драматической ролью в фильме «Год, когда у меня ломался голос» (1987), получив за неё приз от Австралийского института кино в номинации «Лучшая мужская роль второго плана». Его следующими большими проектами были главные роли в лентах: «Большой обман» (1990), и Специалист по эффективности (1992), в последнем в дуэте с Энтони Хопкинсом; после этого он снялся в картинах «Так поступают все» и «Зомбоящик» (1996). В 2000 году отметился ролью в голливудской постановке — «Вертикальный предел». В 2005 году снялся в ленте Терренса Малика «Новый свет».
В 2007 году Мендельсон снялся в третьем сезоне сериала «Люби, как я хочу», а в 2008-м принял участие кинокартине База Лурманна «Австралия», а также снялся в 10-серийном телесериале «Путаница». В 2009 году он снялся в научно-фантастическом фильме «Знамение», режиссёра Алекса Пройаса. В том же году Мендельсон снялся в роли Неда в ленте «Красивая Кейт», режиссёр Рэйчел Уорд, вместе с Брайаном Брауном и Рейчел Гриффитс.
В 2010 Мендельсон снялся в кинокартине «По волчьим законам» в роли Эндрю Коди — преступника скрывающегося от закона, члена группировки Melbourne Underworld. Эта работа принесла ему множество наград, в том числе IF Award и AFI Award за «Лучшую мужскую роль». Кроме того, журнал GQ назвал его Актёром года в Австралии.
В 2012 году Бен исполнил роль второго плана в фильме «Тёмный рыцарь: Возрождение легенды», а также снялся в клипе группы Florence + the Machine «Lover to Lover». C 2015 по 2017 год - был в основном актёрском составе телесериала «Родословная». За роль Дэнни Рэйбёрна актёр получил премию «Эмми» и номинацию на «Золотой глобус» в 2016 году.
Также, в 2015 году Мендельсон исполнил роль Пейна в вестерне-притче «Строго на запад». Картина получила приз на фестивале Сандэнс и имеет крайне высокий рейтинг на сайте Rotten Tomatoes.
В период с 2016 по 2019 год актёра можно было увидеть в таких фильмах, как «Изгой-один. Звёздные войны: Истории», «Тёмные времена», «Первому игроку приготовиться», «Капитан Марвел» и «Человек-паук: Вдали от дома». Кроме того, в 2019-м на экраны вышел фильм «Король Англии», в котором Мендельсон сыграл Генриха IV.
В январе 2021 года стартовали съемки фильма «Мизантроп» при участии актёра.

## Личная жизнь
В июне 2012 года Мендельсон женился на британской писательнице Эмме Форрест. У него есть две дочери — одна от Форрест, другая от бывшей подруги.

## Фильмография

### Кино
| Год  | Название                             | Роль                   | Примечания |
| ---- | ------------------------------------ | ---------------------- | --- |
| 1986 | The Still Point                      | Питер                  | |
| 1987 | Год, когда у меня ломался голос      | Тревор Лейшман         | AACTA Award for Best Actor in a Supporting Role                                                                                   |
| 1989 | Герой-любовник                       | Газза                  | |
| 1990 | Большой обман                        | Дэнни Кларк            | Номинация — AACTA Award for Best Actor in a Leading Role                                                                          |
| 1990 | Nirvana Street Murder                | Люк                    | |
| 1990 | Возвращение домой                    | Гэри                   | |
| 1990 | Куигли в Австралии                   | O’Флинн                | |
| 1992 | Специалист по эффективности          | Кэри                   | Номинация — AACTA Award for Best Actor in a Leading Role                                                                          |
| 1992 | Карта человеческого сердца           | житель фермы           | |
| 1993 | Say a Little Prayer                  | Nursery Manager        | |
| 1993 | Сирены                               | Льюис                  | |
| 1994 | Металлическая кожа                   | Дэйзи                  | Film Critics Circle of Australia Award for Best Actor — Male Номинация — AACTA Award for Best Actor in a Supporting Role          |
| 1996 | Зомбоящик                            | Кев                    | |
| 1996 | Так поступают все                    | Льюис                  | |
| 1997 | Настоящая любовь и хаос              | Джерри                 | |
| 1997 | Эми                                  | Роберт Бьюкенен        | Camério Award for Best Actor |
| 1999 | Secret Men’s Business                | Даг Питерсон           | Телевизионный фильм |
| 1999 | Love Brokers                         |                        | |
| 2000 | Вертикальный предел                  | Малкольм Бенч          | |
| 2000 | Образцовые люди                      | Джон                   | |
| 2001 | Маллет                               | Эдди 'Маллет' Мэлони   | Номинация — AACTA Award for Best Actor in a Leading Role Номинация — Film Critics Circle of Australia Award for Best Actor — Male |
| 2001 | Child Star: The Shirley Temple Story | Александр Холл         | Телевизионный фильм |
| 2002 | Чёрное и белое                       | Руперт Мёрдок          | |
| 2005 | Новый свет                           | Бен                    | |
| 2005 | Second Chance                        | доктор Ларри Стюарт    | Телевизионный фильм |
| 2008 | 9,99$                                | Ленни Пек              | Озвучивание |
| 2008 | Австралия                            | капитан Даттон         | |
| 2009 | Prime Mover                          | Джонни                 | |
| 2009 | Красивая Кейт                        | Нэд Кендэлл            | Номинация — AACTA Award for Best Actor in a Leading Role Номинация — Film Critics Circle of Australia Award for Best Actor — Male |
| 2009 | Знамение                             | Фил Бекман             | |
| 2010 | Игла                                 | детектив Мирес         | |
| 2010 | По волчьим законам                   | Эндрю 'Папа' Коди      | AACTA Award for Best Actor in a Leading Role IF Award for Best Actor Film Critics Circle of Australia Award for Best Actor — Male |
| 2011 | Профессионал                         | Мартин                 | |
| 2011 | Что скрывает ложь                    | Элай                   | |
| 2012 | Тёмный рыцарь: Возрождение легенды   | Джон Деггетт           | |
| 2012 | Ограбление казино                    | Расселл                | |
| 2012 | Место под соснами                    | Робин Ван Дер Хук      | |
| 2013 | От звонка до звонка                  | Невилл Лав             | BIFA Award for Best Supporting Actor Номинация — Village Voice Film Poll for Best Supporting Actor                                |
| 2013 | Тайное влечение                      | Геральд                | |
| 2014 | Как поймать монстра                  | Дэйв                   | |
| 2014 | Исход: Цари и боги                   | наместник Хегеп        | |
| 2014 | Чёрное море                          | Фрейзер                | |
| 2015 | Строго на запад                      | Пейн                   | |
| 2015 | Прогулка по Миссисипи                | Джерри                 | Номинация — Премия «Независимый дух» за лучшую мужскую роль                                                                       |
| 2015 | Gun for Hire                         | Кайл Салливан          | |
| 2016 | Уна                                  | Рэй                    | |
| 2016 | Изгой-один. Звёздные войны: Истории  | директор Орсон Кренник | |
| 2017 | Тёмные времена                       | король Георг VI        | |
| 2018 | Первому игроку приготовиться         | Нолан Сорренто         | |
| 2018 | Робин Гуд: Начало                    | Шериф Ноттингема       | |
| 2019 | Капитан Марвел                       | Талос / Келлер         | |
| 2019 | Человек-паук: Вдали от дома          | Талос                  | |
| 2019 | Король Англии                        | Генрих IV              | |
| 2019 | Молочные зубы                        | Генри                  | |
| 2019 | Камуфляж и шпионаж                   | Киллиан                | |
| 2022 | Сирано                               | Де Гуше                | |
| 2022 | Мизантроп                            | Джеффри Ламмарк        | |
| 2023 | Дочь болотного короля                | Джейкоб Холбрук        | |
| 2024 | Странные сказки                      | парень                 | |
| 2025 | Кровельщик                           |                        | |
|      | Кровь на снегу                       |                        | |

### Телевидение
| Год        | Название                       | Роль                       | Примечание |
| ---------- | ------------------------------ | -------------------------- | --- |
| 1987       | Специальный отряд              |                            | Эпизод: «Slow Attack» |
| 1985       | A Country Practice             | Люк Доусон                 | 2 эпизода |
| 1985       | Дети Хендерсонов               | Тед Морган                 | 4 эпизода |
| 1986       | Prime Time                     | Бартоломью 'Барт' Джонс    | |
| 1986       | Fame and Misfortune            |                            | |
| 1986—1987  | Соседи                         | Уоррен Мёрфи               | 19 эпизодов |
| 1987, 1989 | Летающие докторы               | Бред Харрис / Брайан       | 2 эпизоды |
| 1988       | All the Way                    | Линдси Сеймор              | 3 эпизода |
| 1989       | This Man… This Woman           | Мэттью Кларк               | 3 эпизода |
| 1989, 1994 | G. P.                          | Макс Фишер / Филлип Бёртон | 2 эпизода |
| 1994       | Roughnecks                     | Джо 90                     | Эпизод 1.4 |
| 1995       | Snowy River: The McGregor Saga | Дэйл Бэнкс                 | Эпизод: «High Country Justice» |
| 1995       | Police Rescue                  | Дин Форман                 | Эпизод: «Wild Card» |
| 1995       | Halifax f.p.                   | Питер Дональдсон           | Эпизод: «My Lovely Girl» |
| 1996       | Close Ups                      | Биз                        | |
| 1997       | Good Guys Bad Guys             | Брайан O’Мэли              | Эпизод: «Unfinished Business» |
| 1999       | Queen Kat, Carmel & St Jude    | Винс Макферри              | 4 эпизода |
| 2002       | На краю Вселенной              | Ско                        | Эпизод: «I-Yensch, You-Yensch» |
| 2005       | Наша секретная жизнь           | Роб                        | 5 эпизодов |
| 2006—2007  | Люби, как я хочу               | Льюис Фейнголд             | 15 эпизодов Номинация — Logie Award for Most Outstanding Actor (2007) Номинация — AACTA Award for Best Lead Actor in a Television Drama (2007) Номинация — ASTRA Award Most Outstanding Performance by an Actor — Male (2007—2008) |
| 2009       | Путаница                       | Винс Ковач                 | 10 эпизодов Номинация — Logie Award for Most Outstanding Actor (2010) Номинация — ASTRA Award Most Outstanding Performance by an Actor — Male (2010) |
| 2013       | Девчонки                       | Сальватор Йоханссон        | Эпизод: «Video Games» |
| 2015—2017  | Родословная                    | Дэнни Рэйбёрн              | 23 эпизода Премия «Эмми» за лучшую мужскую роль второго плана в драматическом сериале (2016) Премия «Спутник» за лучшую мужскую роль второго плана — мини-сериал, телесериал или телефильм (2016) Номинация — Премия «Эмми» за лучшую мужскую роль второго плана в драматическом сериале (2015) Номинация — Critics' Choice Television Award for Best Supporting Actor in a Drama Series (2015) Номинация — Премия «Золотой глобус» за лучшую мужскую роль второго плана — мини-сериал, телесериал или телефильм (2016) Номинация — Премия «Спутник» за лучшую мужскую роль — мини-сериал или телефильм (2016) |
| 2020       | Чужак                          | детектив Ральф Андерсон    | |
| 2023       | Секретное вторжение            | Талос                      | |
| 2024       | Новый взгляд                   | Кристиан Диор              | |
| 2025       | Андор                          | директор Орсон Кренник     | 3 эпизода |